# Régions de Turquie
 (mars 2025).
Si vous disposez d'ouvrages ou d'articles de référence ou si vous connaissez des sites web de qualité traitant du thème abordé ici, merci de compléter l'article en donnant les références utiles à sa vérifiabilité et en les liant à la section « Notes et références ».

Les 81 provinces de la Turquie, comparées aux 7 régions géographiques traditionnelles.

Les provinces de Turquie (iller), au nombre de 81, sont généralement regroupées sur les 7 régions géographiques traditionnelles (coğrafi bölgeler) qui les recouvrent principalement.

## Régions géographiques traditionnelles
- Région égéenne (Ege Bölgesi)
- Région de la mer Noire (Karadeniz Bölgesi)
- Région de l'Anatolie centrale (İç Anadolu Bölgesi)
- Région de l'Anatolie orientale (Doğu Anadolu Bölgesi)
- Région de Marmara (Marmara Bölgesi)
- Région méditerranéenne (Akdeniz Bölgesi)
- Région de l'Anatolie du sud-est (Güneydoğu Anadolu Bölgesi)

Ces sept régions géographiques traditionnelles ne correspondent pas à un découpage administratif mais sont utilisées à des fins de géographie physique.

## Régions géographiques modernes

Les 7 régions de la Turquie, délimitées ici selon le découpage administratif des provinces qui leur sont généralement rattachées.

Suivant les cas, ces sept régions ont des délimitations légèrement différentes selon qu'elles sont constituées de provinces entières ou qu'elles suivent le découpage géographique traditionnel (où certaines provinces ont des petites parties situées dans d'autres régions géographiques traditionnelles).
Quand elles sont définies selon le découpage des provinces entières, ces régions géographiques servent à la planification régionale de la politique nationale et la coopération entre les provinces.

## Régions statistiques

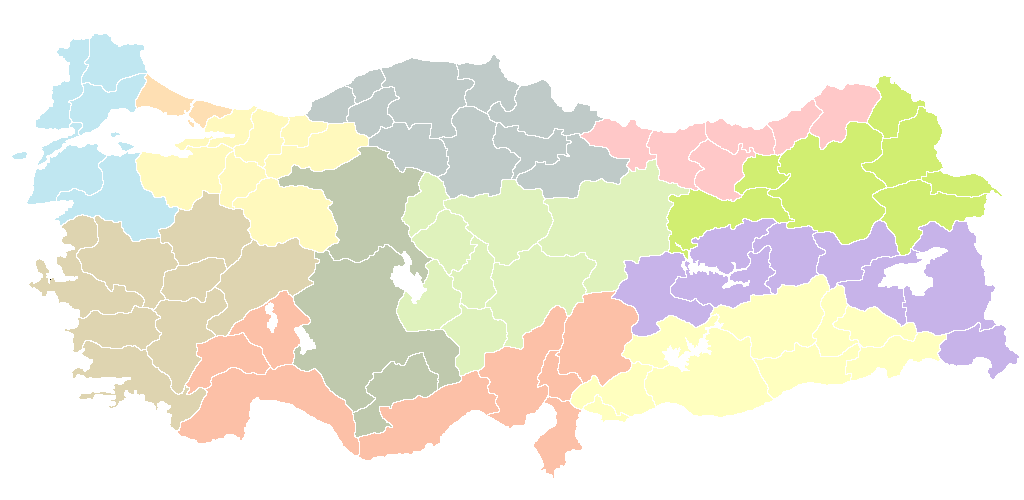
Les 12 régions statistiques (NUTS:TR), avec le découpage des provinces incluses.

Il existe également 12 régions statistiques (régions NUTS) qui regroupent des provinces entières, mais selon un découpage encore différent (il ne s'agit pas seulement d'un redécoupage des régions géographiques, mêmes celles délimitées par les provinces entières : certaines régions géographiques sont partiellement découpées sur plusieurs régions statistiques et inversement ; seules deux des sept régions géographiques constituées de provinces entières correspondent aux régions statistiques, mais aucune des sept régions géographiques traditionnelles ne correspond exactement aux régions statistiques).